# 塞多纳 (亚利桑那州)
塞多纳（英語：Sedona），是美国亚利桑那州亚瓦派县下属的一座城市。面积约为19.18平方英里（约合49.7平方公里）。根据2010年美国人口普查，该市有人口10,031人，人口密度为524.1人/平方英里。塞多纳以其砂石在日出日落时的橘红色光芒闻名，吸引了许多徒步旅行与自行车骑行爱好者。